# Ієн Сміт

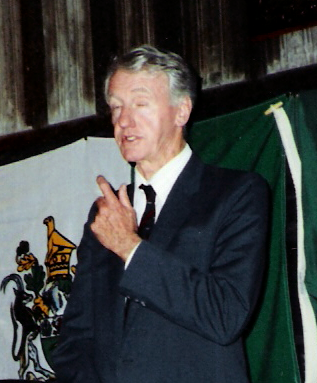
Ієн Сміт в 1990 році, виступаючи на вечері, що проводиться на його честь Клубом понеділка в Англії

Ієн (Ян) Дуглас Сміт (англ. Ian Douglas Smith, 8 квітня 1919 — 20 листопада 2007) — прем'єр-міністр британської колонії Південна Родезія з квітня 1964 по листопад 1965 р., потім — прем'єр Родезії (з 1965 по 1979 р.).
Народився в м. Селукве (нині — Шуругві), навчався в Університеті Родса в ПАР. Під час другої світової війни служив у британських королівських ВПС. Служив на Близькому Сході, в Баальбеку проходив підготовку на Харрікейнах, що в Ірані прикривали нафтові промисли від можливих авіаційних атак. 4 листопада 1943 рік при посадці в умовах піщаної бурі шасі літака зачепилося за будинок і літак впав. Ієн Сміт дуже постраждав від аварії: було зламано щелепу, ногу й стегно. Півроку він провів у госпіталі. Влітку 1944 р. 237 «Родезійську ескадрилью» перевели до Італії. 22 червня літак Ієна Сміта було підбито. Йому вдалося вистрибнути з парашутом і він потрапив до місцевих селян, що його переховали. Потім він потрапив до місцевих партизанів і деякий час брав участь разом з ними в бойових діях проти німців. Згодом його переправили до французьких партизанів-макі і далі в Лондон. Війну Ієн Сміт закінчив у Норвегії.
З 1948 р. вів активну політичну діяльність, в 1962 р. став одним з організаторів партії Родезійський фронт. Після перемоги на виборах у 1962 р. партія сформувала уряд і в 1964 р. Ієн Сміт став прем'єром.
Протягом довгого часу Сміт протистояв спробам Великої Британії встановити в Родезії владу чорної більшості. В 1980 р. на виборах (що проходили, на думку багатьох спостерігачів, з грубими порушеннями законності) перемогла партія Роберта Мугабе. З 1980 лідер опозиції Зімбабве.
Протягом наступних п'яти років вплив Родезійського фронту у країні падав, і в 1987 р. Сміт пішов у відставку.